# Žličarka (rod)
Žličarke (znanstveno ime Platalea) so rod velikih ptic iz družine ibisov, v katerega uvrščamo šest danes živečih vrst. Prepoznavni so po velikem, ploščatem kljunu z žličasto zadebelitvijo na konici, po katerem so dobili tudi ime. Prehranjujejo se tako, da brodijo po vodi in z zamahi s priprtim kljunom iščejo plen – vodne živali, kot so rakci in manjše ribe.

## Taksonomija
Rod je uvedel že pionir sodobne taksonomije Carl Linnaeus v 10. izdaji svojega dela Systema naturae; ime mu je dal po starogrški besedi platea v pomenu »širok«, kar se nanaša na kljun. George Robert Gray je leta 1840 opredelil (navadno) žličarko kot tipsko vrsto.
Tradicionalno velja, da tvorijo samostojno poddružino, Plataleinae, ob ibisih v ožjem pomenu besede (Threskiornithinae). Vendar pa po sodobnejših molekularnih študijah tvorijo klad z nekaj kozmopolitskimi rodovi ibisov, ločeno od drugega klada ibisov Novega sveta.

### Seznam vrst
Prepoznanih je šest vrst, ki so razširjene po vseh celinah sveta razen Antarktike:
| Vrste rodu Platalea                | Vrste rodu Platalea | Vrste rodu Platalea                                                                                           |
| Slovensko in latinsko ime          | Slika               | Razširjenost                                                                                                  |
| ---------------------------------- | ------------------- | --- |
| žličarka (Platalea leucorodia)     |                     | Severovzhod Afrike in večina Evrazije od Britanskega otočja do Japonske                                       |
| Platalea minor                     |                     | Vzhodna Azija: Tajvan, Kitajska, Koreja in Japonska                                                           |
| afriška žličarka (Platalea alba)   |                     | Afrika vključno z Madagaskarjem                                                                               |
| kraljeva žličarka (Platalea regia) |                     | Po vsej Avstraliji in Novi Zelandiji, občasno tudi na Papuanski Novi Gvineji, Indoneziji in pacifiških otokih |
| Platalea flavipes                  |                     | Jugovzhodna Avstralija                                                                                        |
| rožnata žličarka (Platalea ajaja)  |                     | Južna Amerika, Karibi in jugovzhod Združenih držav Amerike                                                    |